# Acanthaspidia mucronata
Acanthaspidia mucronata är en kräftdjursart som först beskrevs av Menzies och Schultz 1968.  Acanthaspidia mucronata ingår i släktet Acanthaspidia och familjen Acanthaspidiidae. Inga underarter finns listade i Catalogue of Life.